# Regina (relojes de bolsillo)
Regina Montre de Poche fue una marca de relojes de bolsillo fabricados por Omega, que gozaron de gran popularidad a principios del siglo XX.

## Historia
El nombre fue registrado originalmente por Louis Maier en Bienne, Suiza, en 1888. Posteriormente, Omega lo registró de nuevo en 1911, lo que indica que adquirieron la empresa en ese momento. Las esferas y los mecanismos se importaron a Nueva York y se ensamblaron con sus cajas en Ontario, para su venta principalmente en Canadá.
Se realizaron series de producción con rótulos individualizados por un módico precio. Como resultado, muchos relojes Regina llevan el nombre de un vendedor o de una ciudad en la esfera. Se ha rastreado la procedencia de un reloj a la joyería Arcola en Arcola, Saskatchewan. Los relojes Regina ocasionalmente llevan el nombre de una ciudad estadounidense, lo que indica que algunos también se vendieron en Estados Unidos.
La Asociación Nacional de Coleccionistas de Relojes describe los relojes Regina como una marca inferior de inferior calidad que Omega, pero menciona que algunos estaban lo suficientemente bien ajustados como para ser utilizados como cronómetros ferroviarios, el estándar habitual para relojes de calidad. El uso de los relojes Regina en el ámbito ferroviario también está documentado en otros lugares. Por ejemplo, se dice que "Algunos de estos relojes firmados por Regina estaban lo suficientemente bien ajustados como para ser aptos para su uso en el servicio de cronometraje ferroviario".
También se les aplica en ocasiones el término "reloj de granjero", lo que puede deberse a su robustez, a que se vendían en tiendas rurales o a que Canadá tenía una población mayoritariamente rural.
Algunos relojes antiguos, fabricados antes de la adquisición de Regina por Omega, tienen la fecha impresa en el mecanismo. La empresa cambió de manos en la década de 1970 y los nuevos propietarios destruyeron muchos de los registros antiguos, lo que dificultó la datación precisa de la mayoría de los relojes Regina. Los registros que aún existen permiten datarlos aproximadamente por sus números de serie. Esta lista proviene de un memorando de Omega:

De: Departamento: Control Central de Fabricación
Bienvenida, 16 de febrero de 1970
Consejo de Fabricación
- 1 000 000 = 1907-1910-1912
- 2 000 000 = 1904-1916
- 3 000 000 = 1906-1919
- 4 000 000 = 1910-1919
- 5 000 000 = 1916-1927
- 6 000 000 = 1923-1927
- 7 000 000 = 1920-1935

Parece que se fabricaron y vendieron grandes lotes de ciertos relojes numerados en varios años.

## Tamaños
Los sistemas utilizados para medir el tamaño de los relojes de bolsillo han cambiado con el tiempo. En Norteamérica, los relojes de bolsillo suelen medirse según el calibre Lancashire, que se basa en que el tamaño 0 mide 1 pulgada de ancho y los tamaños crecientes se miden en 1/30 de pulgada. La medida se basa en el ancho de la placa debajo de la esfera, no en el exterior de la caja. Para cualquier propósito importante, el tamaño debe determinarse correctamente. Estas referencias contienen información detallada sobre los tamaños.
Para coleccionistas aficionados, se puede hacer una estimación aproximada midiendo la esfera real. A continuación se incluye una lista con los tamaños más comunes de los relojes Regina, y los diámetros aproximados de sus esferas en milímetros:
- 18s Común: 44,9 mm
- 16s Común: 43,2 mm
- 13s Común: 40,64 mm
- 12s Común: 39,8 mm

## Ajustes
Los relojes de calidad se revisaban en diferentes posiciones (con la esfera hacia arriba, hacia abajo o de lado). Un mayor número de ajustes generalmente significaba una mejor calidad.